# Мактан-Себу (аеропорт)
Міжнародний аеропорт Мактан-Себу (себ.: Tugpahanang Pangkalibutan sa Mactan–Sugbo, філ.: Paliparang Pandaigdig ng Mactan–Cebu) (IATA: CEB; ICAO: RPVM) — міжнародний аеропорт, розташований в центральній частині Вісайських островів в провінції Себу; є другим за завантаженністю аеропортом Філіппін. Аеропорт розташований в місті Лапу-Лапу на острові Мактан, є частиною агломерації Себу. Займає площу 797 га.
Довжина злітно-посадкової смуги 3300 метрів. Вона була збудована Сполученими Штатами в 1956 році як аеропорт для стратегічної бомбардувальної авіації (авіабаза Мактан).